# Statua di Robert Milligan
La Statua di Robert Milligan (Statue of Robert Milligan) è una scultura che fu installata nei West India Docks di Londra, nel 1813. Milligan era un mercante a cui si deve la costruzione di questi moli. Dopo essere stata messa in magazzino nel 1943, la scultura fu rieretta nel 1998. 
Il 9 giugno 2020, la statua venne rimossa, durante una campagna di revisione delle statue degli schiavisti lanciata dal sindaco di Londra, Sadiq Khan.

## Storia
Robert Milligan (1746–1809) era un importante mercante, armatore e fattore di schiavi scozzese, che ebbe un ruolo fondamentale nella costruzione dei West India Docks a Londra. La statua fu commissionata dalla West India Dock Company allo scultore Richard Westmacott nel maggio del 1809, dopo la morte di Milligan. Dalla sua installazione nel 1813, la statua rimase in piedi presso la porta Hibbert, fino a quando nel 1875 non fu spostata presso la porta Nord. Venne messa in magazzino nel 1943, dove rimase fino al 1997, quando fu rieretta nel suo posto iniziale nel West India Dock dalla London Docklands Development Corporation. Il museo di London Docklands venne aperto negli edifici che si trovano proprio dietro la statua nel 2003.

### Risistemazione nel 1998

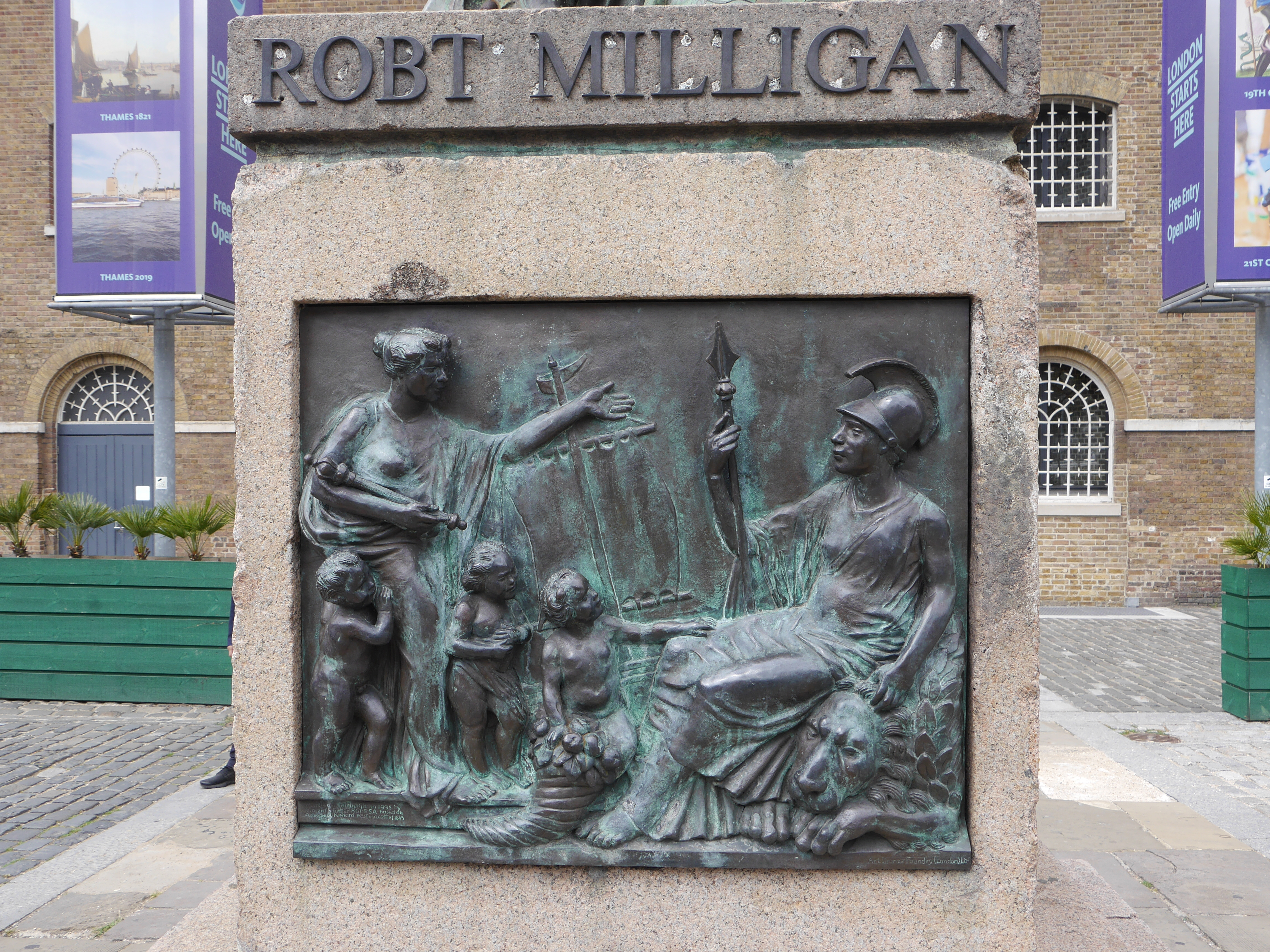
Un dettaglio del bassorilievo della base.

Nel 1998, un articolo su The Islander, un giornale comunitario sponsorizzato dalla Association of Island Communities nella isle of Dogs ("isola dei Cani"), pubblicò una fotografia della statua assieme a un'altra con Max Hebditch, allora codirettore esecutivo della London Docklands Development Corporation, che aveva raggiunto degli accordi per far tornare la statua nella sua ubicazione originaria. L'articolo sosteneva che Milligan era un genio che aveva persuaso i mercanti della città a costruire i West India Docks nell'isola dei Cani, piuttosto che a Wapping. Definendo Milligan "il padre dell'isola dei Cani", l'articolo chiedeva che il 12 luglio del 2000 si celebrasse il bicentenario dalla posa della prima pietra dei moli nel 1800.

### Velamento nel 2007
Nel 2007, quando il museo di London Docklands aprì la mostra London, Sugar and Slavery, la connessione tra il West India Dock, il magazzino di zucchero che oggi ospita il museo e lo sfruttamento di africani schiavizzati nelle piantagioni di zucchero delle Indie Occidentali venne resa esplicita. Il ritratto di George Hibbert dipinto da Thomas Lawrence nel 1811 venne spostato da un luogo nel quale era stato venerato per aver svolto un ruolo eroico nella creazione del molo a una posizione nella nuova galleria con una didascalia che chiariva il suo ruolo come politico e proprietario di schiavi che resistette all'abolizione dello schiavismo. A novembre, al momento dell'inaugurazione della mostra, la Statua di Robert Milligan fu ricoperta con un velo nero e legata con una corda (anche se queste cose furono rimosse dopo l'evento). Inoltre il museo suscitò le riflessioni del pubblico riguardo alla statua in relazione al coinvolgimento di Milligan con la schiavitù degli africani.

### Rimozione nel 2020

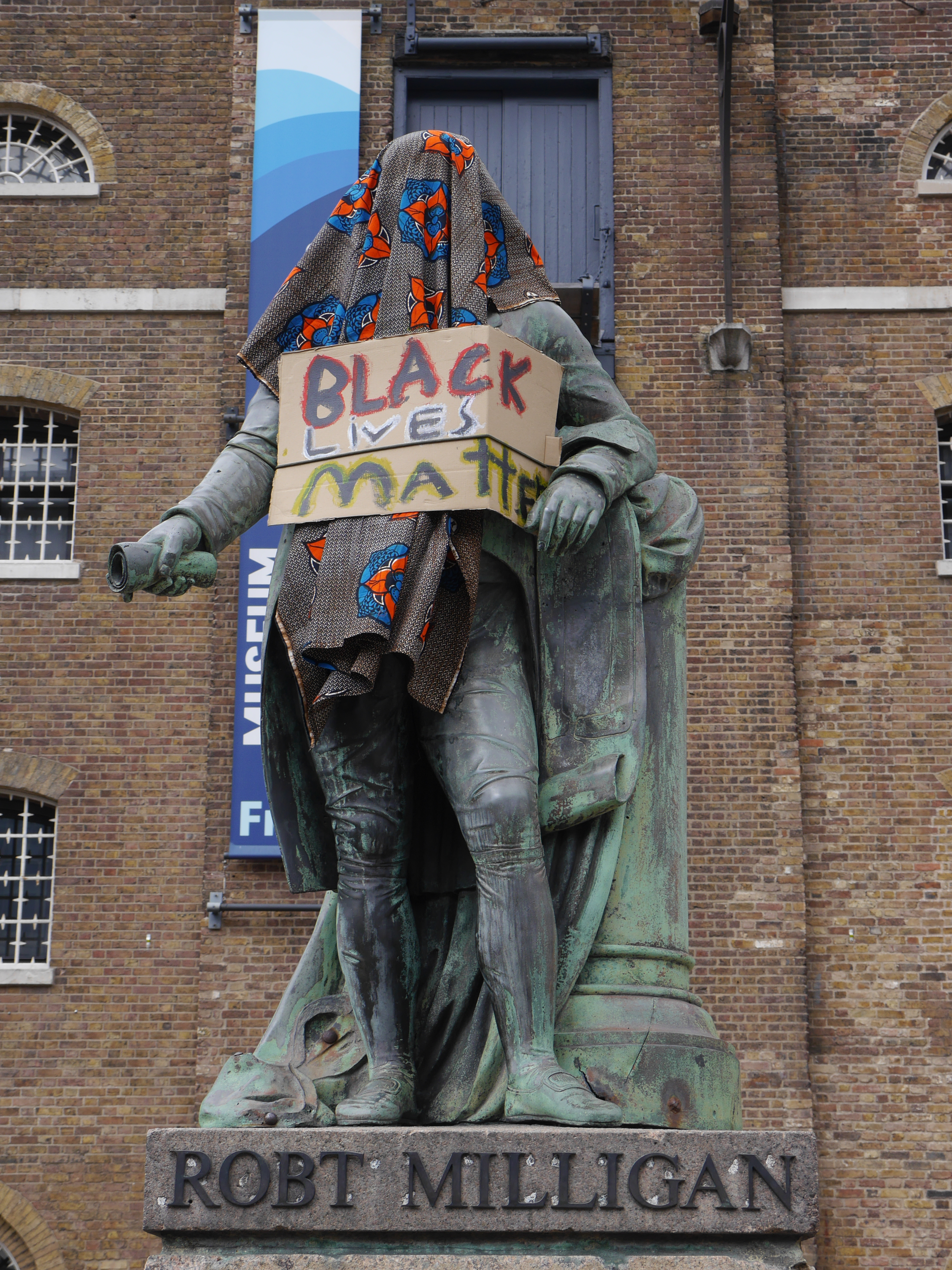
La scultura vandalizzata nel 2020.

Dopo gli atti vandalici e la rimozione della Statua di Edward Colston a Bristol dai manifestanti contro il razzismo come risposta all'omicidio di George Floyd, venne lanciata una petizione per rimuovere la statua di Milligan. Avviata dal consigliere laburista Ehtasham Haque, raggiunse le 4000 firme in meno di due giorni. Egli descrisse il fatto che la statua esistesse ancora nel 2020 come "un insulto all'umanità". Era prevista una serie di proteste per quella sera.
La statua fu coperta con una coperta dai manifestanti, e vi furono attaccati dei cartelloni. Il 9 giugno 2020, il museo dei London Docklands rilasciò una dichiarazione nella quale diceva come ciò avesse reso la statua un "oggetto di protesta", e si affermò che doveva rimanere tale finché la scultura fosse rimasta. Si aggiunse inoltre che il museo sosteneva "la rimozione della statua di Robert Milligan sulla base dei suoi legami storici con la violenza coloniale e lo sfruttamento." Più tardi, nella stessa giornata, la scultura fu rimossa dalle autorità locali e dai proprietari terrieri della Canal & River Trust, per "riconoscere le richieste della comunità". La statua fu rimossa lo stesso giorno nel quale Sadiq Khan aveva annunciato di stabilire una commissione per la diversità nella sfera pubblica.
Nel marzo del 2022, la Canal & River Trust, che possedeva la statua, la donò al museo di Londra. L'intento era quello di mettere in mostra la scultura al museo dei London Docklands a tempo debito.

## Descrizione
La scultura raffigura Robert Milligan in piedi, appoggiato a una colonna avvolta alla sommità da un velo che scende fino ai suoi piedi. Il mercante scozzese indossa degli abiti tipici della sua epoca e regge un cartiglio con una mano. Sotto è riportato il suo nome, anche se "Robert" viene abbreviato in "Robt". Sul basamento erano presenti delle targhe bronzee, delle quali quella situata sul retro della scultura costituiva una dedica a Milligan e spiegava come fosse stato eretto il monumento, mentre quella davanti (posta nel 1998) mostrava Britannia, la personificazione femminile del Regno Unito, che riceveva il commercio (una cornucopia) da una donna e tre bimbi, che dovrebbero rappresentare il triangolo del commercio.